# Amapiano
Amapiano (del zulú i del xosa "els pianos") és un estil de música house que va sorgir a Sud-àfrica el 2012. És un híbrid de música deep house, jazz i lounge que es caracteritza per l'ús de sintetitzadors, pads i línies de baix percussives i amples. Es distingeix per melodies de piano elèctric (o Rhodes o piano de tons aguts), línies de baix Kwaito, un so de baix únic nadiu del FL Studio (D.A.W) anomenat Log-Drum que es troba al VST de Image-Line dit Fruity DX10, ritmes sudafricans de baix tempo dels anys 90 a un tempo de 90 Bpm a 120 BPM (icònicament de BPMs 108 a 115) El shaker té un paper principal ja que està present en tot el beat/tema i també presència de percussions d'un altre subgènere local de house conegut com Bacardi.

## Orígens
Encara que el gènere va guanyar popularitat a Katlehong, un municipi a l'est de Johannesburg, hi ha molta ambigüitat i debat sobre els seus orígens, amb diversos relats dels estils musicals als municipis de Johannesburg: Soweto, Alexandra, Vosloorus i Katlehong. A causa de les similituds del gènere amb Bacardi, algunes persones afirmen que el gènere va començar a Pretòria. Diverses teories sobre qui va formar el gènere popular fan impossible identificar amb precisió els seus orígens.

Un element important del gènere és l'ús del tambor d'escletxa, que s'ha atribuït a Mdu, també conegut com TRP. El pioner d'Amapiano Kabza De Small va declarar:
No sé què va passar. No sé com va descobrir el tambor d'escletxa. La música amapiano sempre ha estat allà, però ell és el que va inventar el so del tambor d'escletxa. A aquests nois els agrada experimentar. Sempre comproven noves connexions. Així que quan Mdu ho va descobrir, va córrer amb ell.

## Popularitat
El 2019 el gènere va experimentar una popularitat creixent a tot el continent africà amb augments notables de les transmissions digitals i temes a les llistes d'èxits a països lluny del seu origen sud-africà.
El 2022 el portal de música Beatport va afegir "Amapiano" com a gènere.
Artistes i productors musicals d'arreu del món han començat a poc a poc a utilitzar el gènere. ￼